# カロリーナ・パスクアル

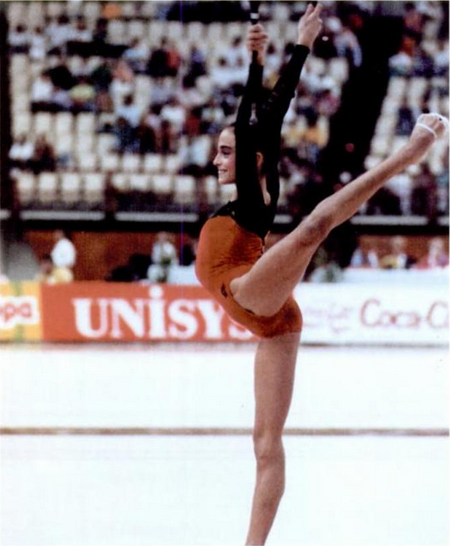
1991年世界選手権におけるパスクアル

カロリーナ・パスクアル（スペイン語: Carolina Pascual Gracia, 1976年6月17日 - ）は、スペイン・オリウエラ出身の新体操選手。バルセロナオリンピック個人総合で銀メダルを獲得した。

## 経歴
7歳までバレエを習っており、バレエ教師はパスクアルが持つ新体操の素質を見抜いた。オリウエラには新体操クラブがなかったため、母親はムルシアにある新体操クラブまで車を1時間運転して送り迎えした。後にはアリカンテ県の県都アリカンテにあるアトレティコ・モンテマールに移っている。
1990年にはスペイン代表ヘッドコーチのエミリア・ボネーバによってスペイン代表に招集された。1990年のヨーロッパ選手権では銅メダルを獲得した。個人的には2種目で決勝に残り、個人総合12位となった。
1992年には地元スペインのバルセロナで開催されたバルセロナオリンピックに出場し、個人総合で銀メダルを獲得した。この大会ではロシアのオクサナ・スカルディーナが銅メダルを獲得しているが、スカルディーナは自身の結果に納得がいかず、表彰式ではパスクアルとの握手を拒否した。負傷によって1992年の世界選手権を欠場。1993年に地元アリカンテで開催された世界選手権では個人総合7位と苦しみ、大会後に競技から引退した。